# Crise constitutionnelle australienne de 1975
La crise constitutionnelle australienne de 1975, communément appelée The Dismissal (« le renvoi ») en anglais, fait référence aux événements qui ont abouti à la révocation du Premier ministre Gough Whitlam, du Parti travailliste australien, par le gouverneur général Sir John Kerr et à la nomination du chef de l'opposition, Malcolm Fraser, comme Premier ministre par intérim. Cette affaire est considérée comme la plus grande crise politique et constitutionnelle dans l'histoire de l'Australie,.
La crise a commencé à la Chambre haute du Parlement fédéral, au Sénat, où l'opposition, la coalition libérale-nationale avait la majorité. Estimant que leurs partis allaient gagner une élection générale après une série de scandales récents, les sénateurs de la coalition ont tenté de forcer le gouvernement à organiser des élections en bloquant la loi finançant les dépenses du gouvernement. Ils annoncèrent qu'ils repousseraient leur vote sur les recettes annuelles allouées aux dépenses du gouvernement jusqu'à ce que le premier ministre organise des élections générales pour la Chambre des représentants. Ce blocage était sans précédent dans l'histoire politique australienne et le gouvernement travailliste de Whitlam refusa de céder aux pressions du Sénat, les jugeant incompatibles avec la tradition de Westminster de la suprématie de la Chambre basse. Le gouvernement fit pression sur les sénateurs libéraux pour leur faire approuver les projets de loi de recettes et étudia des moyens alternatifs pour financer les dépenses du gouvernement. L'impasse se prolongea pendant des semaines, laissant planer la menace que le gouvernement ne puisse pas remplir ses obligations financières.
Le 11 novembre 1975, après de nombreuses réunions avec les deux parties et à défaut de parvenir à un règlement, le gouverneur général appliqua de force les pouvoirs exécutifs que lui permettaient la Constitution australienne et révoqua Whitlam, le Premier ministre. Il nomma Fraser Premier ministre par intérim. Le Sénat approuva ensuite la loi de finances mais Fraser fit immédiatement face à un vote de défiance de la Chambre basse où son parti était minoritaire. Fraser demanda à Kerr de dissoudre les deux chambres et de convoquer une élection générale, qui vit la coalition libérale-nationale remporter la majorité à la Chambre des Représentants et Malcom Fraser former le nouveau gouvernement.

## Les bases de la crise

### Bases constitutionnelles
Comme dans la plupart des parlements fonctionnant selon le système de Westminster, le gouvernement de l'Australie est formé par le parti bénéficiant de la confiance de la Chambre basse, la Chambre des représentants. Toutefois, le Parlement australien a également une puissante Chambre haute, le Sénat, qui doit voter une loi déjà approuvée par la Chambre des représentants pour qu'elle puisse vraiment devenir loi. La composition du Sénat, dans lequel chaque État a le même nombre de sénateurs indépendamment de sa population, a été initialement conçu pour attirer les colonies australiennes dans la formation d'une Fédération. Le Parlement de l'Australie est composé de deux chambres et de la reine d'Australie, représentée par le gouverneur général qui a des pouvoirs exécutifs ainsi que les pouvoirs de réserve rarement exercés donnés dans la Constitution. Le gouverneur général est amovible par la Reine sur les conseils de son Premier ministre. Le chef du Parti libéral Malcolm Fraser, qui jouera un grand rôle dans la crise, a dit : « La Reine a un mandat et elle ne peut pas être remerciée. Mais un gouverneur général occupe son poste à titre amovible, et s'il cesse de plaire, alors il peut être démissionné par le Premier ministre. ».
Avant la crise de 1975, les pouvoirs de réserve, y compris le pouvoir de destituer un premier ministre, n'avaient jamais été exercés par le gouverneur général. À deux reprises depuis la création de la Fédération, les conflits entre un premier ministre d'un État et le gouverneur de l'État, qui exercent des fonctions similaires à celles du Premier ministre fédéral et du gouverneur général au niveau de l'État, ont entraîné le départ de l'un ou l'autre. En 1916, le premier ministre de Nouvelle-Galles du Sud, William Holman a été expulsé du Parti travailliste australien pour avoir appuyé la conscription. Il a réussi à se maintenir au pouvoir avec l'aide des partis d'opposition et a consulté le gouverneur, Sir Gerald Strickland, en proposant de faire adopter une loi pour prolonger la durée de la législature de l'État d'un an. Lorsque Strickland s'y opposa, affirmant qu'une telle méthode était injuste pour les travaillistes, Holman le fit remplacer. En 1932, le premier ministre de Nouvelle-Galles du Sud, Jack Lang, refusa de payer les sommes dues au gouvernement fédéral qui avait gelé les comptes bancaires de l'État, obligeant Lang à donner l'ordre que les versements financiers au gouvernement de l'État se fassent uniquement en espèces. Le gouverneur, Sir Philip Game, écrivit à Lang, l'avertissant que les ministres qui agiraient ainsi enfreindraient la loi et l'avertissant que, s'ils continuaient, il ne pourrait obtenir des ministres de rester dans la légalité. Lang répondit qu'il ne démissionnerait pas et Game destitua son gouvernement et chargea le chef de l'opposition de former un gouvernement intérimaire en attendant de nouvelles élections, dans lesquelles les travaillistes ont été battus.
Parmi les pouvoirs conférés au gouverneur général figure le pouvoir de dissoudre les deux chambres du Parlement dans le cas où la Chambre des représentants adopterait un projet de loi à deux reprises à au moins trois mois d'intervalle et où le Sénat ne serait pas d'accord pour approuver le projet de loi. Dans les deux cas où la question s'est posée avant le gouvernement Whitlam, en 1914 et 1951, le gouverneur général a dissous les deux chambres du Parlement sur les conseils du Premier ministre.

### Bases politiques
Le gouvernement travailliste de Gough Whitlam avait été élu en 1972 après 23 ans de pouvoir d'une coalition formée par les partis libéral et national. Il disposait d'une majorité de neuf sièges à la Chambre des représentants mais n'avait pas de majorité au Sénat. En conformité avec ses promesses pré-électorales, Whitlam avait engagé un grand nombre de réformes politiques et proposé de nombreux textes de lois. L'opposition, qui contrôlait encore le Sénat, en a laissé adopter certains mais en a bloqué d'autres.
En avril 1974, face aux tentatives faites par l'opposition d'entraver le vote des crédits pour le fonctionnement de l'état, Whitlam a obtenu l'assentiment du gouverneur général Sir Paul Hasluck pour une double dissolution du Parlement en vertu de l'article 57 de la Constitution. La majorité travailliste a été reconduite lors de l'élection du 18 mai avec une majorité réduite à la Chambre des Représentants à cinq sièges. La Coalition et le parti travailliste ayant chacun 29 sièges au Sénat, l'équilibre des pouvoirs étant dans les mains de deux  sénateurs indépendants.
Hasluck était gouverneur général depuis 1969 et son mandat arrivait à échéance. Whitlam voulait qu'il reste encore deux ans, mais Hasluck déclina l'offre, l'expliquant par le refus de sa femme de rester plus longtemps que les cinq ans initialement convenus à Yarralumla. Whitlam offrit alors le poste à Ken Myer qui le refusa. Whitlam le proposa ensuite à Sir John Kerr, le juge en chef de Nouvelle-Galles du Sud. Kerr était réticent à l'idée d'abandonner son poste, dans lequel il avait l'intention de rester encore dix ans, pour le poste de gouverneur général, qui, traditionnellement, ne dure que cinq ans. À la demande de Kerr, Whitlam convint informellent que, si les deux hommes étaient encore en poste dans cinq ans, Kerr serait reconduit dans ses fonctions et qu'il ferait voter une loi assurant une garantie pour répondre aux préoccupations financières Kerr au sujet de son poste, notamment l'obtention d'une retraite pour le gouverneur général ou sa veuve. Le chef de l'opposition, Billy Snedden, enthousiasmé par cette possible nomination décida également de renouveler le mandat de Kerr de cinq ans, s'il était Premier ministre à l'époque. Kerr accepta alors le poste, fut officiellement nommé par Élisabeth II, reine d'Australie, et prêta serment le 11 juillet 1974.
Six des projets de loi qui avaient été l'objet de la double dissolution passèrent devant le Parlement une troisième fois et, comme prévu, furent de nouveau rejetés par le Sénat. L'article 57 de la Constitution australienne prévoit que, après une double dissolution, si les projets de loi rejetés à deux reprises par le Sénat lors de la législature précédente, sont à nouveau adoptés par la Chambre des Représentants mais encore une fois rejetés par le Sénat, ils peuvent alors être soumis à un vote commun des deux chambres. Le 30 juillet, Whitlam obtint l'accord de Kerr pour une séance commune, qui eut lieu les 6 et 7 août 1974. La séance commune, la seule dans l'histoire de l'Australie, adopta les six projets de loi, y compris la loi créant la Medibank.

### Scandales et nominations
En décembre 1974, Whitlam, soucieux de trouver de nouvelles sources d'argent pour financer ses plans de développement, organisa une réunion à sa résidence du Premier ministre, The Lodge, avec trois de ses ministres (le vice-premier ministre et trésorier, Jim Cairns, le ministre de la Justice, le sénateur Lionel Murphy et le ministre des ressources minières et de l'énergie, Rex Connor). Après la réunion, ils signèrent une lettre autorisant Connor à emprunter jusqu'à 4 milliards de dollars australiens. Cette lettre a été décrite par l'auteur et journaliste Alan Reid, comme « l'arrêt de mort du gouvernement Whitlam ».
Dès novembre 1974, Connor et d'autres ministres avaient pris contact avec un financier pakistanais jusque-là inconnu, Tirath Khemlani. Khemlani disait avoir des relations avec les pays nouvellement riches producteurs de pétrole. Mais aucun des efforts pour faire garantir le prêt, que ce soit par Khemlani ou par quelqu'un d'autre, ne porta ses fruits alors que des informations sur cette affaire de prêts circulaient et que le gouvernement perdait son soutien populaire.
En février 1975, Whitlam décida de nommer le sénateur Murphy à la Haute Cour, même si le siège de Murphy au Sénat n'était pas à renouveler si une élection au Sénat devait avoir lieu. En vertu de la représentation proportionnelle, lors des prochaines élections, le parti travailliste pouvait gagner trois des cinq sièges de sénateurs de Nouvelle-Galles du Sud, mais si le siège de Murphy était également mis aux voix, il est très peu probable qu'il puisse en gagner quatre sur six. Aussi, la nomination de Murphy à la Haute Cour se paierait presque certainement par la perte d'un siège par les travaillistes au Sénat lors des prochaines élections pour le renouvellement par moitié du Sénat. Whitlam nomma malgré tout Murphy. Par convention, les sénateurs nommés par le premier ministre d'un état pour occuper les sièges laissés vacants étaient du même parti politique que le sénateur sortant. Le premier ministre de Nouvelle-Galles du Sud, Tom Lewis, estima que cette convention ne s'appliquait qu'aux postes laissés vacants par décès ou maladie et s'arrangea pour faire nommer Cleaver Bunton, un indépendant, ex-maire d'Albury.
En mars 1975, de nombreux parlementaires libéraux estimèrent que Snedden faisait un travail inadéquat en tant que chef de l'opposition et que Whitlam le dominait à la Chambre des Représentants. Malcolm Fraser contesta le leadership de Snedden et le battit, le 21 mars. Lors d'une conférence de presse tenue après avoir remporté la direction du parti, Fraser déclara: 

« La question des recettes de fonctionnement, parlons de cette affaire. En général, je crois que si un gouvernement a la majorité à la Chambre basse et s'il peut maintenir cette majorité, on est en droit de s'attendre à ce qu'il gouverne pendant trois ans à moins d'événements tout à fait extraordinaires ... Ceci dit ... si nous estimons à un moment donné que le gouvernement est tellement répréhensible que l'opposition doit utiliser tous les pouvoirs mis à sa disposition, alors on se trouve dans une telle situation, dans laquelle ... M. Whitlam s'est réveillé un matin au saut du lit, avec la décision prise. »

Après avoir été défié et battu comme vice premier ministre par Jim Cairns, le premier vice-premier ministre de Whitlam, Lance Barnard, démissionna de son poste de député et Whitlam lui offrit un poste d'ambassadeur, provoquant ainsi une élection partielle dans la circonscription de Bass. Les responsables du Parti estimaient pour leur part qu'à cause de l'affaiblissement du parti, Whitlam aurait dû encourager Barnard à rester au Parlement. Le président du parti libéral et futur premier ministre, Bob Hawke, qualifia la décision « d’acte de folie ». Barnard avait perdu progressivement le soutien de ses électeurs au cours des élections des dernières années, et un basculement de 4 % des voix serait suffisant pour le battre. Les libéraux avaient un candidat qui avait été aux petits soins pour son électorat alors que les travaillistes n'avaient pas de candidat retenu et une présélection rude apparaissait à l'horizon. L'élection du 28 juin fut un désastre pour les travaillistes qui perdirent le siège, avec un basculement de près de 17 % des voix.
La semaine suivante, Whitlam remercia Cairns, qui avait menti au Parlement en ce qui concerne l'affaire des prêts et impliqué en plus dans des insinuations sur ses relations avec son chef de bureau, Junie Morosi. Il fut remplacé par Frank Crean. Au moment du congédiement de Cairns, un siège au Sénat était vacant, après le décès, le 30 juin, du sénateur du Queensland, Milliner Bertie. Le parti travailliste proposa pour le poste Mal Colston, qui était le premier candidat à ne pas avoir été élu sur la liste du parti travailliste du Queensland aux élections de 1974. Il en résulta une impasse, le Parlement monocaméral du Queensland votant deux fois contre Colston et le parti ayant refusé de présenter un candidat de remplacement. Le premier ministre national du Queensland, Joh Bjelke-Petersen, avait la preuve que Colston, un instituteur de profession, avait mis le feu à une école au cours d'un conflit de travail même si la police avait refusé de le poursuivre. Après que le Parlement eut voté contre Colston une seconde fois, Bjelke-Petersen réussit à faire élire un dirigeant syndical de bas niveau, Albert Field, qui avait contacté son bureau et exprimé la volonté de le servir. De ce fait, il était clair que Field ne soutiendrait pas Whitlam. Field fut exclu du parti travailliste pour s'être présenté contre Colston, et les sénateurs travaillistes boycottèrent sa prestation de serment. Whitlam fit valoir qu'en raison de la façon dont le poste vacant à pourvoir avait été attribué, le Sénat était "corrompu" et "biaisé", l'opposition bénéficiant d'une majorité qu'elle n'avait pas gagné dans les urnes. L'élection de Field fut contestée devant la Haute Cour et le sénateur du Queensland mis en congé jusqu'à la fin de la crise, la Coalition ayant alors une majorité effective de 30 contre 29 au Sénat.

## Blocage

### Report de la loi des finances
Le 10 octobre, la Cour suprême statua que la loi, adoptée en session conjointe et attribuant deux sénateurs à chacun des deux principaux territoires (de la capitale australienne (ACT) et du Nord), était valide. Une élection pour renouveler le Sénat par moitié était prévue en juin 1976 pour que la plupart des sénateurs prennent leur fonction le 1er juillet, mais les sénateurs territoriaux et ceux remplaçant les sénateurs Field et Bunton prendraient leur place tout de suite. Si le parti travailliste remportait les sièges de Field et de Bunton et un des deux sièges dans chaque territoire et si le second siège de la capitale était occupé par le candidat travailliste ou par un candidat indépendant, comme l'ancien premier ministre libéral John Gorton, désormais séparé de son parti, les travaillistes auraient une avance efficace de 33 voix contre 31 au moins jusqu'au 1er juillet.
À la suite de la décision de la Haute Cour et le projet de loi devant être examiné par le Sénat le 16 octobre, Fraser était indécis pour continuer de bloquer le vote des recettes de l'État, et son biographe, Philippe Ayres, soutient que s'il n'y avait pas eu d'autres scandales du gouvernement, il ne l'aurait pas fait. Khemlani, cependant, avait allégué que, contrairement aux déclarations du gouvernement, Connor n'avait jamais vu ses pouvoirs retirés pour obtenir des prêts et qu'il avait été en contact régulier avec lui jusqu'au milieu de 1975. Le 13 octobre, le Herald Melbourne publia des documents à l'appui des allégations de Khemlani, et le jour suivant, Connor démissionna. Fraser décida alors de voter contre le projet de loi, convoqua une réunion du cabinet fantôme et reçut le soutien unanime des principaux membres de la Coalition. Lors d'une conférence de presse, Fraser cita le mauvais état de l'économie et les scandales continus comme motifs de sa décision.
Le 15 octobre, le gouverneur du Queensland, Sir Colin Hannah prononça un discours dénigrant le gouvernement Whitlam, en violation de la convention qui veut que les gouverneurs des États restent neutres. Hannah était alors chargé de remplacer le gouverneur général en cas de décès, de démission ou d'absence du pays de celui-ci. Whitlam contacta immédiatement le palais de Buckingham pour faire organiser une Commission révoquant Hannah, un processus qui prit dix jours. Bien que Whitlam allégua plus tard qu'il n'avait jamais envisagé de destituer Kerr lors de la crise, le 16 octobre, en parlant avec lui lors de la visite du Premier ministre malaisien Tun Abdul Razak, Whitlam dit à Kerr que si la crise continuait, « se poserait la question de savoir si je contacterai la reine en premier pour votre révocation, ou si vous me destituerez avant. » Kerr considéra cette déclaration comme une menace; Whitlam déclara plus tard que ce commentaire était « désinvolte » et cherchait à lancer la conversation sur un autre sujet.
Les 16 et 17 octobre, la coalition majoritaire au Sénat repoussa à l'unanimité la loi sur les crédits de fonctionnement de l'État. La Coalition fit valoir que Kerr pouvait démissionner Whitlam si le gouvernement ne pouvait pas assurer ses recettes. Robert Ellicott, l'ancien Solicitor general de Whitlam, devenu député libéral, donna son avis juridique, le 16 octobre en précisant que le gouverneur général avait le pouvoir de destituer Whitlam et devrait le faire immédiatement si Whitlam ne pouvait pas dire comment il obtiendrait l'argent pour faire fonctionner son gouvernement. Ellicott précisa que Whitlam traitait Kerr comme s'il n'avait pas de pouvoir autre que de suivre les décisions du Premier ministre, mais le gouverneur général pouvait et devait destituer un gouvernement qui ne pouvait garantir ses recettes. Ellicott déclara que Kerr

« ... devrait demander au Premier ministre si le gouvernement était prêt à lui conseiller de dissoudre la Chambre des représentants et le Sénat ou la Chambre des représentants seule comme moyen de mettre fin au désaccord entre les deux Chambres. Si le premier ministre refusait de le faire, il était alors loisible au gouverneur général de démissionner le gouvernement en place et d'en rechercher un autre qui soit prêt à lui donner le seul bon conseil qui restait. Il devrait procéder ainsi. »

### Consultations et négociations
Kerr appela Whitlam au téléphone le dimanche 19 octobre, lui demandant la permission de consulter le président de la Haute Cour, Sir Garfield Barwick, au sujet de la crise. Whitlam déconseilla à Kerr de le faire, notant qu'aucun gouverneur général n'avait consulté un président de Haute Cour dans des circonstances similaires depuis 1914, lorsque l'Australie était à un stade beaucoup plus précoce de son développement constitutionnel. Le 21 octobre, Kerr téléphona à Whitlam au sujet de l'avis Ellicott et lui demanda: « C'est des conneries, non? ». Whitlam en convint avec Kerr. Kerr demanda ensuite que le gouvernement lui fournisse un avis juridique écrit réfutant les vues d'Ellicott. Kerr ne reçut aucun avis écrit du gouvernement jusqu'au 6 novembre. Le journaliste et écrivain Paul Kelly, qui a écrit deux livres sur la crise, accuse ce retard d'être une erreur majeure de Whitlam, étant donné les fonctions juridiques antérieures de Kerr. Le 21 octobre, Kerr demanda également l'autorisation de Whitlam de s'entretenir avec Fraser, ce que le Premier ministre accepta volontiers et les deux hommes se rencontrèrent ce soir-là. Fraser dit à Kerr que l'opposition était déterminée à bloquer le vote des recettes du gouvernement. Fraser précisa que la décision de l'opposition de reporter le vote des projets de loi plutôt que de voter contre, était une décision tactique, car ainsi les projets de loi restaient sous le contrôle du Sénat et pouvaient être adoptés à tout moment. Il déclara que la Coalition était d'accord avec l'avis Ellicott, et proposa de continuer à reporter le vote, attendant la suite des événements. Les médias ne furent pas informés de la teneur de la conversation et, au lieu de dire la vérité, ils indiquèrent que Kerr avait réprimandé Fraser de bloquer le vote de la loi, ce qui fut à l'origine d'un démenti de la part du bureau du gouverneur général.
Tout au long de la crise, Kerr ne fit pas part à Whitlam de ses préoccupations croissantes et ne lui indiqua pas qu'il pourrait le destituer. Il croyait que rien de ce qu'il dirait ne pourrait influencer Whitlam et craignit que si Whitlam le percevait comme un adversaire possible, le Premier ministre obtienne sa destitution de la reine. En conséquence, bien que Kerr traita Whitlam d'une manière affable, il ne lui confia pas son point de vue. Le sénateur travailliste Tony Mulvihill relata plus tard que « Whitlam revenait de chaque réunion avec le gouverneur et disait : « J'ai vu Son Excellence ... pas de souci. Il est sur la bonne voie » ... À aucun moment il ne fit part que le gouverneur général faisait des critiques ».
La population suivait la situation avec beaucoup d'intérêt et de préoccupation et Fraser et les libéraux agirent pour obtenir son soutien. Le gouvernement fantôme libéral travailla à renforcer le soutien des organismes d'État. L'ancien premier ministre d'Australie-Méridionale, Sir Thomas Playford, était contre le blocage de la loi, ce qui fit que le sénateur d'Australie-Méridionale, Don Jessop, hésita à apporter son soutien à la tactique. Fraser fut en mesure de coordonner une vague de communiqués des membres du parti pour neutraliser les deux hommes. Fraser demanda le soutien de l'ancien Premier ministre libéral, Sir Robert Menzies et alla le voir en personne, emmenant avec lui le texte d'une déclaration de Menzies de 1947 soutenant la même tactique à la chambre haute du Parlement du Victoria. Il n'eut pas eu à l'utiliser; Menzies déclara qu'il trouvait la tactique détestable mais, dans ce cas, nécessaire. L'ancien Premier ministre publia une déclaration à l'appui de Fraser.
Kerr invita Whitlam et le ministre du Travail, le sénateur Jim McClelland, à déjeuner le 30 octobre, juste avant une réunion du Conseil exécutif. À ce repas, Kerr proposa un compromis possible. Si l'opposition acceptait de laisser passer la loi, Whitlam ne proposerait pas le renouvellement de la moitié du Sénat jusqu'en mai ou juin 1976, et ne le convoquerait pas jusqu'au 1er juillet, évitant ainsi la menace d'une possible majorité travailliste temporaire. Whitlam, qui était déterminé à détruire à la fois le droit du Sénat de bloquer ces projets de loi et la direction des libéraux par Fraser, refusa tout compromis.

### Décision
Le 2 novembre, Fraser présida une réunion des dirigeants des partis de la Coalition. Le communiqué final exhortait les sénateurs de la Coalition à continuer de reporter le projet de loi. Il menaçait également, si Kerr accordait à Whitlam le droit de renouveler la moitié du Sénat, de voir les premiers ministres des différents États membres de la Coalition recommander à leurs gouverneurs de ne pas délivrer les autorisations, empêchant ainsi les élections d'avoir lieu dans les quatre États où les premiers ministres n'étaient pas travaillistes. Après la réunion, Fraser proposa un compromis: l'opposition voterait le projet de loi si Whitlam acceptait de nouvelles élections pour la Chambre des représentants en même temps que l'élection du Sénat. Whitlam rejeta la proposition.
Le 22 octobre, Whitlam avait demandé au ministre de la justice, Keppel Enderby, de disposer d'un document élaboré réfutant l'opinion d'Ellicott pour pouvoir le présenter à Kerr. Enderby délégua cette tâche à un de ses proches conseillers, Maurice Byers, et à d'autres fonctionnaires. Le 6 novembre, Enderby alla voir Kerr pour lui donner un avis juridique au sujet des solutions de rechange du gouvernement pour trouver des finances en cas de manque (des bons du trésor seraient utilisés à la place de chèques, bons qui seraient rachetés auprès des banques la crise terminée), et décida de se présenter devant Kerr avec la réponse à Ellicott. Mais, lorsque Enderby examina le document, il constata que, s'il plaidait bien la cause du gouvernement, il reconnaissait à la fois au Sénat le droit constitutionnel de s'opposer au projet et au gouverneur-général le droit de ne pas le signer, ce avec quoi Enderby n'était pas d'accord. Il se présenta devant Kerr avec la réfutation, mais prit sur lui de barrer la signature de Byers et fit part à Kerr de son désaccord. Enderby expliqua à Kerr que le document de Byers était «un avant projet» pour un document officiel écrit qui lui serait présenté par Whitlam. Plus tard, le même jour, Kerr rencontra à nouveau Fraser. Le chef de l'opposition lui dit que si, en tant que gouverneur général, il ne mettait pas fin aux fonctions de Whitlam, l'opposition prévoyait de lui reprocher au Parlement de ne pas effectuer son travail.
Kerr conclut le 6 novembre que ni le gouvernement ni l'opposition ne voulaient céder et que la situation était dans une impasse totale. Le gouverneur général décida que, si Whitlam ne pouvait pas assurer la rentrée des recettes et ne voulait pas démissionner ou proposer de nouvelles élections pour la Chambre des représentants, il le renverrait. Comme Kerr craignait que Whitlam demande à la Reine de le licencier, il jugea important de ne fournir aucune indication à Whitlam de son projet imminent. Kerr déclara plus tard que si Whitlam avait voulu obtenir son licenciement, il aurait fait intervenir la Reine dans la vie politique. Pour obtenir confirmation de la validité de sa décision, il contacta le président de la Haute-Cour, Sir Garfield Barwick, qu'il rencontra et à qui il demanda son point de vue sur une destitution de Whitlam. Barwick lui fournit son avis écrit: un gouverneur général pouvait et devait démissionner un premier ministre qui n'avait pas pu obtenir le vote de ses recettes.
Le 9 novembre, Fraser contacta Whitlam et l'invita à des négociations avec la Coalition visant à régler le différend. Whitlam accepta et la réunion fut fixée à 9 h du matin le mardi 11 novembre au Parlement. Ce mardi  était également la date limite pour organiser des élections si on voulait qu'elles aient lieu avant Noël. Le gouvernement et les dirigeants de l'opposition furent à Melbourne, dans la nuit du 10 novembre pour assister au banquet du lord-maire. Afin d'être sûr que les dirigeants de l'opposition puissent être présents à Canberra à temps pour la réunion, Whitlam les ramena dans son avion qui arriva à Canberra, à minuit.

## Démission

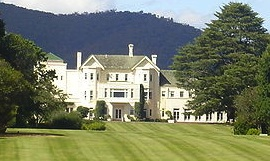
Yarralumla, la résidence officielle du Gouverneur général à Canberra.

Le 11 novembre, à 9 h, Whitlam, en présence du vice-Premier ministre Crean et du président de la Chambre des Représentants, Fred Daly, rencontra les chefs des partis libéral et Country. Aucun compromis ne put être trouvé. Whitlam informa les dirigeants de la Coalition qu'il conseillerait à Kerr d'organiser des élections pour le renouvellement de la moitié du Sénat le 13 décembre et qu'il ne demanderait pas le vote de crédits provisoires pendant la période avant l'élection. Estimant qu'il était peu probable que Kerr accorde à Whitlam l'organisation de l'élection sans recettes financières, Fraser mit en garde Whitlam en l'informant que le gouverneur général pourrait avoir sa propre idée sur la question. Whitlam se montra dédaigneux et aussitôt après la réunion, téléphona à Kerr pour lui dire qu'il lui demandait un rendez-vous pour lui conseiller d'organiser une élection du Sénat. Les deux hommes étaient occupés dans la matinée, Kerr avec les commémorations du 11 novembre et Whitlam avec une réunion des parlementaires travaillistes et une motion de censure présentée à la Chambre des Représentants présentée par l'opposition. Les deux hommes convinrent de se rencontrer à 13 h, mais le cabinet de Kerr rappela Whitlam pour avancer la réunion à 12h 45. Ce changement d'horaire ne parvint pas au Premier ministre. Whitlam fit part à son parti de sa demande au gouverneur général pour une élection du Sénat, ce qui fut approuvé.
Après avoir eu Whitlam au téléphone, Kerr appela Fraser. Selon Fraser, Kerr lui demanda si, s'il lui confiait le poste de Premier ministre, il pouvait lui garantir le vote des recettes de l'État, lui demander immédiatement après une dissolution des deux chambres et se contenter d'expédier les affaires courantes en attendant les élections. Fraser affirma qu'il donna son accord. Kerr nia avoir tenu de tels propos à ce moment-là, et les deux hommes sont d'accord pour dire que ces questions ont été posées plus tard dans la journée juste avant que Kerr ne confie à Fraser le poste de Premier ministre. Selon Kerr, Fraser était censé arriver à Yarralumla à 13 h.
Whitlam fut retardé à sa sortie du Parlement, alors que Fraser l'avait quitté un peu plus tôt, ce qui fit que Fraser arriva à Yarralumla le premier. Il fut emmené dans une antichambre et sa voiture déplacée vers une entrée latérale. Whitlam soutient que le but du déplacement de la voiture de Fraser était d'être sûr que le premier ministre ne soit pas averti de la présence de Fraser en la voyant, en précisant : « Si j'avais su que M. Fraser était déjà là, je n'aurais pas mis les pieds à Yarralumla. ». Kelly a des doutes sur la possibilité que Whitlam aurait reconnu la voiture de Fraser, une Ford LTD ordinaire, parmi toutes les voitures qui étaient là. Selon Philip Ayres, le biographe de Fraser, une voiture blanche arrêtée devant le perron n'aurait pas eu de signification particulière, le fait étant tout simplement dans les habitudes ".
Whitlam arriva à Yarralumla juste avant une heure et fut amené au bureau de Kerr par un aide. Il amenait avec lui la lettre officielle l'informant d'une élection de la moitié du Sénat et, après que les deux hommes se furent assis, tenta de la donner à Kerr. Dans leurs comptes-rendus de leur rencontre, les deux hommes conviennent que Kerr dit alors à Whitlam qu'il lui avait retiré ses fonctions de Premier ministre en vertu de l'article 64 de la Constitution, et que la lettre de destitution avec les motifs explicatifs se trouvait devant lui. Kerr écrivit plus tard qu'à ce moment-là, Whitlam se leva, regarda les téléphones sur le bureau et déclara, « je dois entrer tout de suite en contact avec le palais ». Whitlam conteste toutefois cette version des faits et prétend qu'il aurait demandé à Kerr s'il avait consulté la reine, et Kerr répondit qu'il n'en avait pas eu besoin car il avait l'avis de Barwick. Les deux parties sont ensuite d'accord pour dire que Kerr aurait ensuite déclaré qu'ils devaient accepter cette situation, à quoi Whitlam aurait répondu, "Vous l'accepterez sans mal". La réunion s'acheva avec Kerr souhaitant bonne chance à Whitlam pour l'élection et lui tendant la main, que l'ancien Premier ministre prit.
Après le départ de Whitlam, Kerr appela Fraser et l'informa de la démission de Whitlam, lui demanda s'il voulait former un gouvernement intérimaire, ce que Fraser accepta. Fraser déclara plus tard s'être senti heureux de cette nouvelle qui le soulageait. Fraser retourna au Parlement, où il s'entretint avec les dirigeants de la coalition tandis que Kerr rejoignit le déjeuner où il était attendu, présentant des excuses à ses invités et expliquant que son retard était dû à la démission du gouvernement.

### Stratégie parlementaire
Whitlam retourna à sa résidence de Premier ministre, The Lodge, où il déjeuna. Lorsque tous ses collaborateurs furent arrivés, il les informa de son limogeage. Whitlam rédigea une résolution pour la Chambre des Représentants, exprimant sa confiance dans le gouvernement. Aucun des dirigeants travaillistes du Sénat n'était présent à la réunion et ni Whitlam ni aucun autre député n'informa les sénateurs quand ils revinrent au Parlement, limitant leur vote à la Chambre des représentants.
Préalablement au licenciement de Whitlam, la direction du parti travailliste avait décidé de présenter une motion au Sénat pour faire voter la loi de crédits. Comme les sénateurs travaillistes n'étaient pas au courant du limogeage de Whitlam, le plan fut mis en route. Le sénateur Doug McClelland, sénateur travailliste membre du gouvernement informa le leader des sénateurs de la coalition, Reg Withers, de son projet vers 13h 30. Puis, Withers assista à une réunion de la direction de la coalition, y apprit la nomination de Fraser et assura le nouveau Premier ministre de sa fidélité. Lorsque le Sénat se réunit, le leader travailliste au Sénat, Ken Wriedt, présenta la motion. Lorsqu'il le fit, on lui dit que le gouvernement avait été démis, ce qu'il refusa de croire. La confirmation de la démission ne fut connue de Wriedt qu'à 14 h 15, heure à laquelle il était trop tard pour retirer la motion. À 14 h 24, les projets de loi furent adoptés par le Sénat.
À la Chambre des Représentants, le débat à bâtons rompus sur la motion de censure déposée par Fraser avait pris fin après avoir été repoussée par la majorité travailliste. À 14 h 34, lorsque Fraser se leva et annonça qu'il avait été nommé Premier ministre, la nouvelle de la destitution de Whitlam se propagea dans la Chambre. Fraser annonça son intention de conseiller au gouverneur-général une double dissolution et proposa l'ajournement de la réunion. Sa proposition fut rejetée. Le nouveau gouvernement du Fraser subit des défaites répétées à la Chambre, qui adopta une motion de défiance envers lui et demanda au Président de la chambre, Gordon Scholes, d'exhorter le gouverneur général à remettre Whitlam à son poste. Scholes expliqua tout d'abord que la nomination n'était pas possible ce jour-là mais après avoir déclaré qu'il convoquerait à nouveau la Chambre pour lui faire part de son refus, fixa un rendez-vous avec Kerr pour 16 h 45.

### Dissolution
La loi votée par les deux chambres fut envoyée à Yarralumla où Kerr lui donna la sanction royale. Le budget des recettes signé, il reçut ensuite Fraser, qui l'informa que 21 projets de loi, comme le redécoupage des circonscriptions électorales, qui avaient été votés depuis la dernière élection satisfaisaient aux dispositions d'une double dissolution selon l'article 57 de la constitution. Fraser demanda que les deux Chambres soient dissoutes pour une élection le 13 décembre. Kerr signa le décret dissolvant le Parlement et envoya son secrétaire officiel, David Smith, afficher la dissolution à l'entrée du Parlement.
À 16 h 45, Kerr reçut Scholes et l'informa de la dissolution. Kerr écrivit que « rien d'autre de pertinent » n'eut lieu entre eux deux, mais selon Scholes, Scholes accusa Kerr de mauvaise foi pour avoir donné un rendez-vous au Président de la Chambre et ne pas avoir attendu pour parler avec lui de la dissolution du Parlement. Whitlam déclara plus tard qu'il aurait été plus sage que Scholes prenne avec lui les projets de loi à signer plutôt que de les avoir fait porter.
Pendant que Scholes et Kerr parlaient, Smith arriva au Parlement. Le licenciement était maintenant de notoriété publique, et une foule de partisans des travaillistes en colère s'était réunie, remplissant les abords du Parlement, débordant sur la chaussée et envahissant le Parlement lui-même. Un grand nombre de ces manifestants étaient des salariés du parti travailliste, et d'autres étant des étudiants de l'Université nationale australienne. Smith fut contraint d'entrer au Parlement par une porte latérale et de se frayer un chemin vers l'entrée principale depuis l'intérieur. Il lut la proclamation, mais ses propos furent noyés sous les huées de la foule. Il conclut avec le traditionnel « God save the Queen ».
L'ancien Premier ministre Gough Whitlam, qui était derrière Smith, s'adressa alors à la foule :  

« Oui, nous pouvons dire God save the Queen parce que rien ne pourra sauver le gouverneur-général ! La proclamation que vous venez d'entendre lire par le Secrétaire officiel du Gouverneur général a été contresignée par Malcolm Fraser, qui est sans doute entré par la petite porte dans l'histoire australienne en ce [11 novembre] jour du Souvenir 1975 en tant que le pleutre de Kerr. Ils n'auront pas le silence à la périphérie de la Chambre du Parlement, même si l'intérieur a été réduit au silence pour quelques semaines.... Maintenez jusqu'au jour du scrutin votre rage et votre enthousiasme pour l'élection qui va avoir lieu,. »